# Màdel
El Màdel és una modalitat de pilota valenciana basada en la pilota grossa, adaptada per a ser jugada a una pista de pàdel. El nom adapta la paraula mà i pàdel.
Va ser inventada pel pilotari Ricard Sentandreu l'any 2013, i disposa d'una pilota específica, basada en la pilota de badana. L'objectiu era de disposar d'una modalitat de pilota senzilla de practicar, on no fóra necessari equipament especial per a la mà i que es poguera disputar en canxes de fàcil accés. Existeix un campionat que es disputa en localitats de diferents comarques valencianes.